# Configurazione (informatica)
Con configurazione, in informatica, s'intende la modifica delle caratteristiche funzionali di un software (ad es. di programmi o di un sistema operativo o di una risorsa hardware o di una rete informatica) una volta installato sul computer, impostando opportuni parametri sulla propria utenza (istanza). Un caso particolare di configurazione è l'hardening, ovvero la configurazione per la sicurezza del sistema.

## Descrizione
Una configurazione non è altro che una collezione (set) di valori di impostazione di parametri relativi ad una applicazione, servizio, sistema, asset. Esempio molto banale: il driver (marca, modello e versione) della periferica audio e il valore impostato del volume dell'uscita dell'altoparlante della detta periferica di uno smartphone (marca, modello e versione sistema operativo) è una configurazione (che può essere riversata su un file di configurazione). Dato un set di parametri, i valori specifici di una determinata configurazione formano una particolare istanza. Una schermata che ritrae l'istanza è un modo per riprodurre la configurazione (in questo caso però occorrerà eseguire le impostazioni a mano in caso di necessità).
Il concetto di configurazione si applica molto anche in ambito sistemistico al software presente su macchine hardware, ad esempio sui vari apparati di rete, server, firewall, ecc. di un'infrastruttura di rete telematica, di cui rappresenta, assieme alla fase di installazione e monitoraggio, l'operazione tipica di gestione svolta da uno o più amministratori di sistema e amministratori di rete (detti "sistemisti").
Oltre che le funzioni, la configurazione può riguardare le prestazioni, la sicurezza e l'esperienza utente.

### Utilizzo
In alcuni casi la configurazione è necessaria affinché il programma installato possa funzionare correttamente, in altri, se non precisato altrimenti dall'installatore, viene utilizzata una configurazione predefinita (o di default). Quando si configura un programma o un'applicazione in modo da allinearla ai desideri (spesso strettamente grafici) di un utente finale, si parla invece di personalizzazione. Tipicamente le impostazioni e i parametri di configurazione vengono salvati all'interno di specifici file di configurazione letti dal software in fase di avvio. Questi parametri sono spesso visibili nella relativa documentazione del software.
In ambito sistemistico esistono delle metodologie che permettono (tramite file o script o impostazioni di dominio) di estrarre e conservare le configurazioni in modo da poterle implementare in maniera massiva e centralizzata. In ambiente Microsoft, gli script di configurazione in PowerShell sono molti diffusi.
In un progetto di sviluppo software le configurazioni possono essere incorporate nel codice sorgente sia come parametri dei vari moduli/parti che come componenti a sé stanti (che potrebbero poi essere manipolati separatamente senza dover accedere al codice).